# 弗朗什维尔 (厄尔省)
弗朗什维尔（法語：Francheville，法語發音：[fʁɑ̃ʃvil] ⓘ）是法国厄尔省的一个旧市镇，位于该省南部，属于埃夫勒区。2017年1月1日，弗朗什维尔和相邻的阿夫尔河畔韦尔讷伊合并为新市镇阿夫尔河和伊通河畔韦尔讷伊（法語：Verneuil d'Avre et d'Iton）。

## 地理
弗朗什维尔（48°47'16"N, 0°51'0"E）面积24.03 平方千米，位于法国诺曼底大区厄尔省，该省份为法国北部内陆省份，北起滨海塞纳省，西接奧恩省和卡爾瓦多斯省，南至厄尔-卢瓦省，东临瓦兹省、瓦兹河谷省和伊夫林省。
与弗朗什维尔接壤的市镇（或旧市镇、城区）包括：贝梅库尔、布尔特、谢龙维利耶、桑特赖、拉盖鲁尔德、芒德尔。

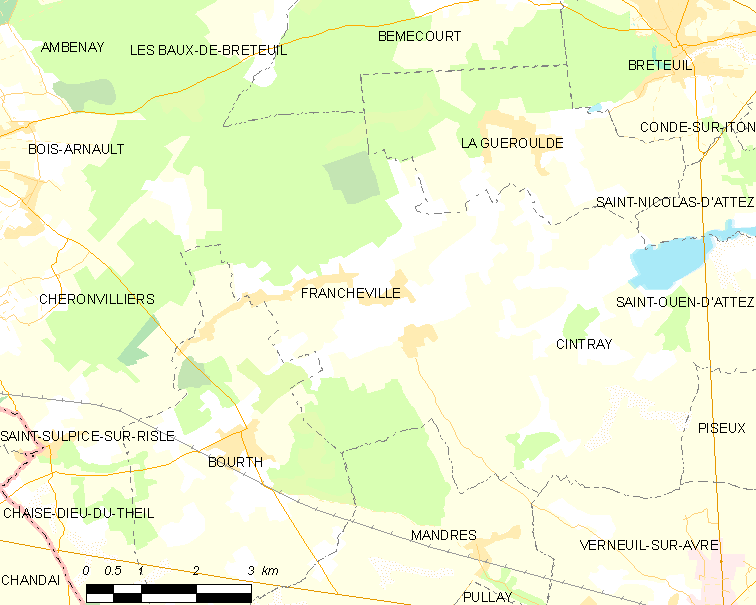
的OSM定位图

弗朗什维尔的时区为UTC+01:00、UTC+02:00（夏令时）。

## 行政
弗朗什维尔的邮政编码为27160，INSEE市镇编码为27265。

## 政治
弗朗什维尔所属的省级选区为布勒特伊县。

## 人口

1962-2008年间人口变化图示

弗朗什维尔于2018年1月1日时的人口数量为1252人。